# Hannu Siitonen
Hannu Siitonen   (Parikkala, 18 de març de 1949) és un atleta finlandès, ja retirat, especialista en el llançament de javelina, que va competir durant les dècades de 1960 i 1970.
El 1972 va prendre part en els Jocs Olímpics d'Estiu de Múnic, on fou quart en la prova del llançament de javelina del programa d'atletisme. Quatre anys més tard, als Jocs de Mont-real, guanyà la medalla de plata en la mateixa prova, rere l'hongarès Miklós Németh.
En el seu palmarès també destaca una medalla d'or en la prova del llançament de javelina del Campionat d'Europa d'atletisme de 1974, així com cinc campionats nacionals, de 1970 a 1974.
Una vegada va posar punt-i-final a la seva carrera esportiva ha destacat com a fotògraf. És especialment conegut per les seves imatges d'ocells. Va rebre el premi ambiental de l'Institut de Medi Ambient del Sud-est de Finlàndia l'any 2004 pels seus esforços per protegir el gaig siberià i el seu hàbitat. El seu llibre Kuukkeli – sielulintu fou escollit pel WWF com a Llibre de la natura del 2003.

## Millors marques
- Llançament de javelina. 93,90 metres (1973)[4]